# Haixi (sockenhuvudort i Kina, Zhejiang Sheng, lat 28,40, long 120,09)
Haixi (kinesiska: 海溪, 海溪乡, 正教寺) är en sockenhuvudort i Kina. Den ligger i provinsen Zhejiang, i den östra delen av landet, omkring 210 kilometer söder om provinshuvudstaden Hangzhou. Antalet invånare är 4 392. Befolkningen består av 2 051 kvinnor och 2 341 män. Barn under 15 år utgör 21,0 %, vuxna 15-64 år 60 %, och äldre över 65 år 18,0 %.
Runt Haixi är det ganska tätbefolkat, med 134 invånare per kvadratkilometer. Närmaste större samhälle är Lishui, 18,6 km väster om Haixi. I omgivningarna runt Haixi växer i huvudsak blandskog.
Genomsnittlig årsnederbörd är 2 331 millimeter. Den regnigaste månaden är juni, med i genomsnitt 383 mm nederbörd, och den torraste är januari, med 67 mm nederbörd.